# Lepanthes quasimodo
Lepanthes quasimodo är en orkidéart som beskrevs av Carlyle August Luer. Lepanthes quasimodo ingår i släktet Lepanthes och familjen orkidéer. Inga underarter finns listade i Catalogue of Life.